# 奎松市
奎松市（他加祿語： [luŋˈsod ˈkɛson]），菲律賓華人称作計順，是菲律宾吕宋岛馬尼拉大都會的一座城市，面积约166.2平方公里 ，截至2015年约有294萬人口 ，是菲律賓人口最多的城市，2020年菲律賓審計委員會統計為菲律賓總資產最多的城市，就土地面積和人口數量而言，也是马尼拉都会区最大的城市。
1939年，奎松市根据菲律宾第二任总统曼努埃尔·奎松的指示建立，以取代马尼拉作为国家首都，市名便取自该总统之名；1948年奎松市被宣布为菲律宾首都，直到1976年新的总统令下达，重新確立马尼拉為首都。值得注意的是，奎松市现为马尼拉都会区的主要组成部分，并不隶属任何省份，而菲律宾另有一个奎松省，位于吕宋岛东南的卡拉巴宋地区，其省名也是取自前總統奎松之名。
作为菲律宾曾经的首都，奎松市保留了許多政府机构旧址，至今仍为菲律宾主要的经济、文化和交通中心；菲律賓的兩所著名學府——菲律宾大学迪里曼分校和马尼拉雅典耀大学也坐落於此。奎松市亦是菲律賓的主要娛樂中心，許多電影、電視節目及音乐在此製作，因此被誉为菲律賓的好莱坞。
奎松市最著名的地标是位于奎松紀念圓環国家公园内的奎松纪念碑，高达66米，碑下设有博物馆与陵墓，前總統曼努埃尔·奎松及其夫人奥罗拉·奎松安葬于陵墓内，博物馆内则存放着有关总统奎松的文物与纪念品。

## 地理
奎松市为馬尼拉大都會最大的城市，約佔馬尼拉大都會1/4的面积，城市西界由北至南依次与巴伦苏埃拉市、加洛坎市和马尼拉市相邻，南界与仙範市和曼达卢永市相邻，东南界与馬利金納市和帕西格市相邻。
奎松市的南半部有數個市區，包括迪里曼、聯邦、計劃區、卡堡、卡米亞斯、卡慕寧、新馬尼拉、舊金山和梅莎山莊；北半部則通常稱為諾瓦利切斯，包括 Fairview 和 Lagro 等區，這些市區尚無明顯的分界，主要作為住宅區。

## 政治
奎松市長和副市長的任期為三年，經市民選舉產生。

## 通信
奎松市由菲律賓長途電話公司、环球电信、Bayan 電信等提供電信服務。

## 交通
奎松市目前有兩個輕軌鐵路系統，分別是 LRT 2（輕軌二號；连接帕西格市和马尼拉市）與 MRT 3（地鐵三號；連接塔夫特大道和北大道）。
由於本市交通方便，市民可搭乘以平價的吉普尼或巴士外出，三輪車在農村地區較為普遍。

## 教育
菲律賓臺灣教育中心是由台灣國立中山大學執行新南向政策與菲律賓高等教育的合作機構，提供菲律賓民眾學習華語及到台灣留學的機會，2017年原本設址於马卡蒂市，後於2018年1月1日搬遷至奎松市。

## 跨国企业
有大量跨国企业將其菲律宾地區总部設在奎松市的伊士伍德城，包括花旗银行、IBM、日本電氣等。

## 宗教
市民主要信奉羅馬天主教。2002年，本市內新增兩個主教轄區，分別是天主教库包教区和天主教諾瓦利切斯教區。

## 友好城市
奎松市的友好城市包括：

### 本國城市
- 阿利希亞 (菲律賓)（英语：Alicia, Isabela）[17]
- 哥打巴托市[17]
- 达沃市
- 东达沃省
- 卡加延德奥罗[17]
- 三投斯將軍市[17]
- 伊洛伊洛市[17][18]
- 拉特立尼达（英语：La Trinidad, Benguet）[17]
- 那牙市
- 普林塞薩港[17]
- Pura（英语：Pura, Tarlac）[17]
- 羅哈斯（英语：Roxas, Capiz）[17]
- Sadanga[17]
- Wao, Lanao del Sur[17]

### 外國城市
- 美国盐湖城（1967）[19]
- 美国茂宜县（1970）[19]
- 日本千葉市（1972)[20][21][19]
- 美国基诺沙（1986）[19]
- 中華民國臺北（1990）[19]
- 加拿大新威斯敏斯特（1991）[19]
- 中国沈阳（1993）[19]
- 美国戴利城（1994）[19]
- 美国华尔顿堡滩（1997）[19]
- 美国关岛阿加尼亚（2000）[19]
- 中国榆次（2006）[19]
- 柬埔寨金边（2017）
- 缅甸仰光（2017）[19][22]